# Pere Santamaria i Vilanova
Pere Santamaria i Vilanova (Manresa, 1960) és un doctor en medicina i científic català especialitzat en la recerca sobre la diabetis. És professor de la Universitat de Calgary (Canadà) i membre de l'Institut d'Investigacions Biomèdiques August Pi i Sunyer (IDIBAPS), on és el líder del grup de recerca "Patogènia i tractament de l'autoimmunitat».

## Biografia
Va néixer a Manresa i va passar gairebé tota la seva infància i adolescència a Sant Joan de Vilatorrada. Quan tenia quinze anys va ser diagnosticat de miastènia gravis, una malaltia autoimmune a conseqüència de la qual el sistema immunitari ataca els teixits i òrgans del propi cos. Va perdre força muscular i va haver de deixar durant un temps el waterpolo. Les parpelles li queien en no poder contraure la musculatura que les controlen. Va començar a veure-hi doble. El van tractar amb immunosupressors i, en plena adolescència, la cara se li va inflar fins a tal punt de tenir “un aspecte per res atractiu”, recorda. Però el que més el va impactar fou el patiment dels seus pares “Jo he estat testimoni del què viuen uns pares quan tenen un fill amb una malaltia greu; ells ho van passar pitjor que no pas jo”.
Va estudiar medicina a la Universitat de Barcelona, on va graduar-se el 1983 i s'hi va doctorar el 1988. El mateix any va anar a la Universitat de Minnesota a Minneapolis com a investigador postdoctoral per aprofundir en el camp de la genètica humana.
Des de 1992 treballa a la Universitat de Calgary, on segueix recercant sobre la diabetis. El seu progrés en la recerca fan que, el 2002, sigui nomenat com el tenidor de la Julia McFarlane/Diabetes Canada Chair, una posició impulsada per la filantropia del matrimoni John i Joan Thomson. També és catedràtic al Departament de Microbiologia, Immunologia i Malalties Infeccioses de la Cumming School of Medicine (CSM). Dins del CSM és membre de l'Institut Snyder de Malalties Cròniques i membre associat de l'Institut del cervell Hotchkiss.
Des del 2011, compagina la seva feina al Canadà amb la direcció del grup d'Institut d'Investigacions Biomèdiques August Pi i Sunyer de Barcelona (IDIBAPS), vinculat a l'Hospital Clínic de Barcelona, on dirigeix el grup de recerca "Patogènia i tractament de l'autoimmunitat."
El seu treball sobresurt, ja que el grup d'investigadors que encapçala desenvolupa una plataforma de fàrmacs que podrien curar unes 90 malalties autoimmunitàries (les mateixes defenses ataquen el propi organisme) i n'ha obtingut la patent als Estats Units i la Xina, entre altres països.
El principal avenç s'ha fet per curar la diabetis de tipus 1. De moment, només han experimentat en animals i ha funcionat. El 2019, Parvus Therapeutics, l'empresa que va fundar, va anunciar un acord de col·laboració i de llicència mundial amb Genentech (Grup Roche), amb seu a Califòrnia. L'acord desenvolupa i comercialitza Navacims, el tractament d'investigació de Santamaria per a tres malalties autoimmunitàries diferents. La seva recerca és subvencionada per diverses agències de recerca de prestigi, tant del Canada com dels Estats Units.
És ponent regular en reunions científiques, així com en institucions de recerca i universitats d'arreu del món. Ha rebut nombrosos premis com a investigador, ha publicat més de 150 articles de recerca i és inventor de diverses patents.

## Recerca
La seva vivència com a pacient de miastènia greu va fer que, quan va descobrir una estratègia per a tractar les malalties «es, es va proposar de convertir-la en un fàrmac que pogués arribar als pacients. Hagués pogut vendre els drets a una multinacional farmacèutica, però una multinacional podria invertir en el projecte i després deixar-lo com ha passat en altres ocasions.» Santamaria diu “Jo sóc responsable que aquests fàrmacs tinguin una oportunitat, vull que s'arribin a assajar en pacients”. En un dels seus darrers treballs, ha demostrat en ratolins que és possible re-programar les cèl·lules immunitàries que ataquen als propis teixits de manera que es converteixen en cèl·lules protectores.
L'abril del 2017 la multinacional Novartis, un dels grans grups farmacèutics del món, signa amb el científic un acord per produir el fàrmac descobert i creat per Santamaria contra la diabetis.
El nou medicament per combatre la diabetis Tipus I entra en la fase prèvia a l'assaig en humans, una fase pràcticament definitiva per ser realitat. El medicament ha de suposar una revolució per al tractament de la diabetis Tipus I i, en un futur, per a moltes altres malalties autoimmunitàries que ara no tenen guariment.

## Premis i reconeixements
Diversos guardons i honors, inclosos els premis de la Fundació per a la Investigació Mèdica d'Alberta Heritage, els d'investigadors de l'Acadèmia de Ciències Mèdiques, el Científic i el Sènior, el premi Young Researcher de l'Associació Canadenca de Diabetis i el Premi Acadèmic de la Fundació per a la Recerca de la Diabetis Juvenil i, finalment, és guanyador del lideratge destacat de la Fundació Astech 2013, Premi Tecnològic d'Alberta.
Els darrers premis i reconeixements:
- 8 de febrer del 2013- Signa el Llibre d'Honor de la ciutat de Manresa.[5]

- 21 d'abril del 2017- Rep el Segon premi de la VII edició dels premis “Vanguardia de la Ciencia”.[cal citació]

Santamaría fou seleccionat pel seu estudi de noves teràpies en malalties auto-immunitàries.
Un equip liderat per Santamaria ha trobat un tractament alternatiu: es recobreixen nanopartícules amb fragments de proteïnes específicament dirigides als limfòcits T que participen en cada malalties; d'aquesta manera, aquests limfòcits es re-programen en cèl·lules que, en lloc d'atacar a l'òrgan afectat, eliminen la inflamació que dona lloc a la malaltia, sense suprimir la immunitat general.
Aquest guardó que va instaurar-se l'any 2011 a iniciativa del Grup Godó i la Fundació Catalunya- La Pedrera té l'objectiu de donar visibilitat a la investigació d'excel·lència que es realitza a l'Estat espanyol.
Està afiliat i és membre del:
- Group Leader : Institut d'Investigacions Biomèdiques August Pi i Sunyer (IDIBAPS) - Barcelona[cal citació]
- Fundador de la plataforma: Parvus Therapeutics Inc. - Calgary - Alberta (Canadà)[cal citació]